# Fabulous Furry Freak Brothers
Los Fabulous Furry Freak Brothers es una serie de historietas creada por el estadounidense Gilbert Shelton en 1968. Aparecieron en los sesenta y los setenta en publicaciones como Playboy, High Times, y Rip Off Comix.

## Argumento
Los Fabulous Furry Freak Brothers son tres hippies que en sus historietas andan siempre en busca de fiesta y de drogas callejeras, especialmente la marihuana. Ninguno de ellos tienen el más mínimo interés en conseguir empleo permanente y suelen andar en busca de dinero para comida y drogas siempre tratando de evitar a la policía o a vendedores de drogas inescrupulosos. Sus historias suelen satirizar la política de derechas y las personas conservadoras.

## Personajes
Sus personajes principales son:

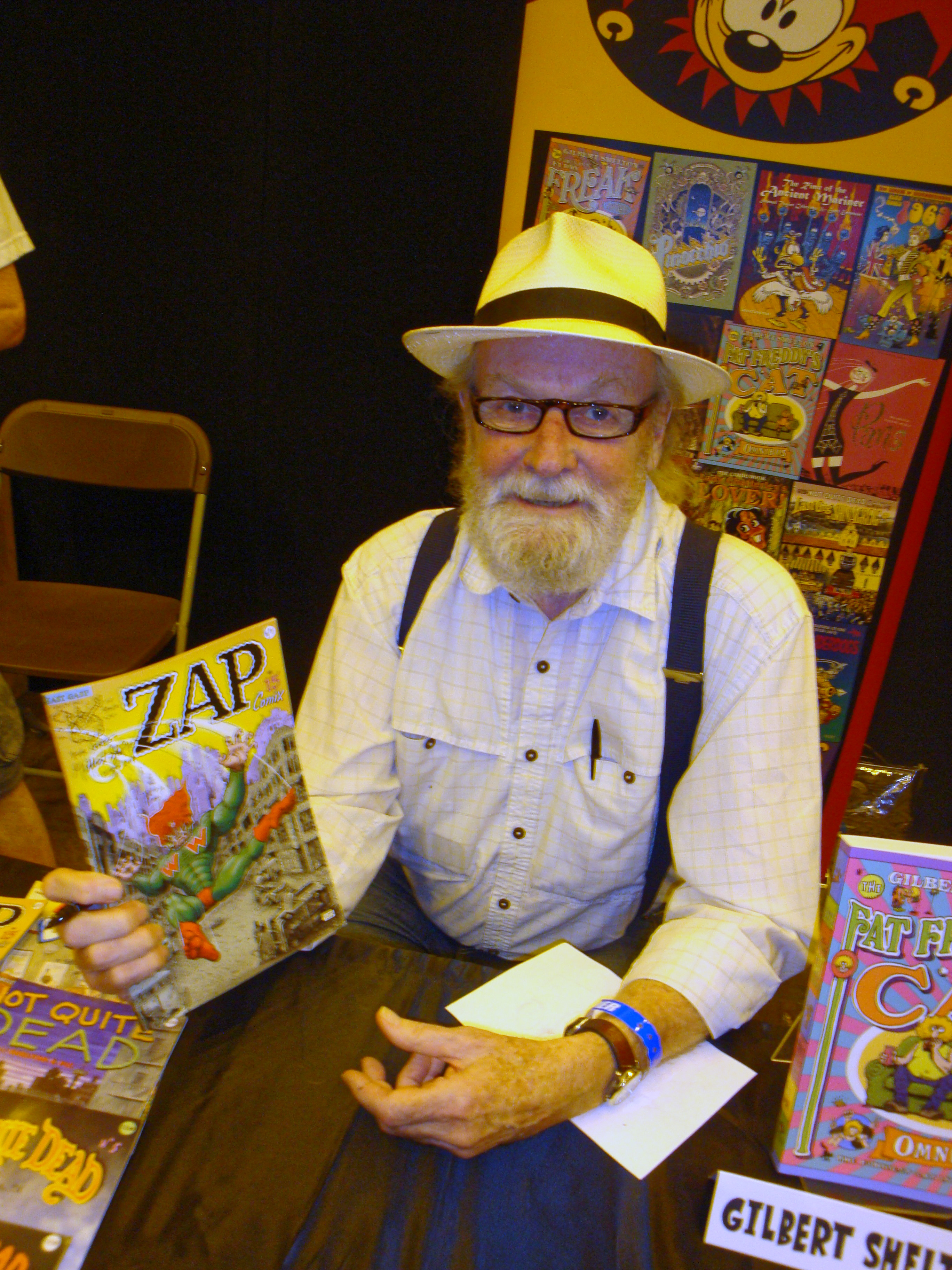
Shelton en la edición del 2013
de la London Film and Comic Con,
mostrando la portada de un número de
Zap Comix con la imagen de Superserdo;
a la izquierda, varios números de Not Quite Dead;
a la derecha, uno de Fat Freddy's Cat;
detrás, otro de los Freak Brothers
y otro de Fat Freddy's Cat.

- Freewheelin' Franklin: Se caracteriza por su inteligencia y experiencia callejera.
- Phineas T. Freakears: El más orientado del trío hacia el activismo izquierdista.
- Fat Freddy Freekowtski: El glotón y más torpe del trío.
- El gato de Fat Freddy quien suele tener aventuras por su lado.

Una película animada de los FFFB está en producción por Grass Roots Films.